# ريتشارد أ. شيل
ريتشارد أ. شيل (بالإنجليزية: Richard A. Schell)‏ هو محامي وقاضي أمريكي، ولد في 10 مارس 1950 في دالاس في الولايات المتحدة.